# 서부작은이빨쥐
서부작은이빨쥐(Macruromys elegans)는 쥐과에 속하는 설치류의 일종이다. 인도네시아 서뉴기니(서파푸아)에서만 발견된다.

## 특징
꼬리 길이 206~220mm를 제외한 몸길이가 153~158mm인 보통 크기의 설치류로 발 길이는 36~37mm, 귀 길이는 15~21mm이다. 등 쪽은 짙은 갈색이지만 배 쪽은 희고, 털 끝은 회색이다. 발은 가늘고 길다. 꼬리가 몸 길이보다 길고 윗면은 짙은 색을 띠지만 아랫면은 희다. 털마다 1cm 간격으로 9개의 링 모양의 비늘로 덮여 있다.

## 생태
땅 위에서 주로 생활하는 육상성 동물이다.

## 분포 및 서식지
뉴기니섬 센트럴 코르디예라 산맥 서부 지역의 웨이랜드 산맥에서만 알려져 있다. 해발 1,400m와 1,800m 사이의 산악 숲에서 서식하는 것으로 추정된다.